# Donji Karoglani (ruralna cjelina)
Ruralna cjelina Donji Karoglani, ruralna cjelina unutar područja sela Zmijavaca.

## Povijest
Zaseok od nekoliko obiteljskih sklopova (prizemnica i katnica), smješten na brežuljku južno od ceste kroz Zmijavce. Prostorni raspored građevina i arhitektonski elementi pojedinih kuća su dobro sačuvani iako su pojedini objekti urušeni ili oštećeni (pukotine na zidovima, urušen krov ili dijelovi zida). Unatoč tome, cjelina predstavlja vrlo dobar primjer sačuvanog tradicijskog naslijeđa.

## Zaštita
Pod oznakom Z-4086 zavedena je kao nepokretno kulturno dobro - kulturno-povijesna cjelina, pravna statusa zaštićena kulturnog dobra, klasificirano kao "kulturno-povijesna cjelina".